# Anak-kun
Anak-kun (koreanska: 안악군) är en kommun i Nordkorea.   Den ligger i provinsen Södra Hwanghae, i den sydvästra delen av landet, 60 km söder om huvudstaden Pyongyang.